# Vasily Koshechkin
Vasily Koshechkin (Tolyatti, 27 de março de 1983) é um jogador profissional de hóquei no gelo russo que atua na posição de goleiro pelo Metallurg Magnitogorsk, da KHL.

## Carreira
Vasily Koshechkin começou sua carreira no Lada Togliatti.